# NEWSポストセブン
NEWSポストセブン（ニュースポストセブン）は、小学館が運営する日本のニュースサイト。2010年（平成22年）9月30日に開設された。

## 概要
いずれも小学館が発行している総合週刊誌『週刊ポスト』と女性週刊誌『女性セブン』の編集部局であるポスト・セブン編集局が運営している。この2誌と『週刊ポスト』の僚誌である『SAPIO』および『マネーポスト』に掲載された記事からインターネット利用者層に関心の高い題材の記事をピックアップして配信しているが、一部の記事では未成年者の閲覧に配慮した表現の修正が行われる場合がある。
ポストセブンは各誌のサイトを統合するものではなく『週刊ポスト』と『女性セブン』ではポストセブンの開設後も、以前から存在した独自の公式サイト更新を現在も続けている（『マネーポスト』は『週刊ポスト』公式サイトの下位コンテンツ扱いで『SAPIO』はサイトを開設していない）。

## 不祥事
2020年11月11日に「【速報】防衛大で大規模クラスター発生か コロナ対応に課題」との見出しで、防衛大学校で新型コロナウイルス感染者が数十人規模にまで急増し、学内で隔離生活を送っているという内容の記事を配信したが、翌12日、防衛大および横須賀市の発表から、防衛大で大規模なクラスターは発生していないことが明らかとなり、記事は非公開とされた。

## サテライトサイト
2016年7月28日、『NEWSポストセブン』のサテライトサイトとして『ダイエットポストセブン』『介護ポストセブン』『ポストセブンラボ 育毛研究室』『ポストセブンラボ ウォーターサーバー研究室』の4サイトが同時スタートした。
- ダイエットポストセブン
- 介護ポストセブン
- ポストセブンラボ 育毛研究室
- ポストセブンラボ ウォーターサーバー研究室

## パートナーサイト
ポストセブンの記事は以下のニュースサイトにも配信されている。
- Livedoor ニュース
- ニコニコニュース
- ガジェット通信
- Amebaニュース
- exciteニュース
- BIGLOBEニュース
- @niftyニュース